# Olivera Katarina
Olivera Katarina (serbokroatisch-kyrillisch Оливера Катарина; * 5. März 1940 in Belgrad; mit bürgerlichem Namen Olivera Šakić (serbokroatisch-kyrillisch Оливера Шакић), auch Olivera Vučo (serbokroatisch-kyrillisch Оливера Вучо), gebürtige Petrović) ist eine bekannte jugoslawische bzw. serbische Schauspielerin und Sängerin.

## Leben

### Ausbildung und erste Auftritte als Schauspielerin
Olivera wurde als Tochter des Schiffskapitäns Budimir Petrović und seiner Frau Katarina in Belgrad geboren. Während des Zweiten Weltkrieges zog ihre Familie oft um. So wohnte die Familie unter anderem in Dobanovci, Valjevo und Zemun. Die Grundschule besuchte Olivera von 1947 bis 1951 in Belgrad. Währenddessen nahm sie parallel Ballettunterricht. Nach der Grundschule besuchte Olivera von 1951 bis 1955 das Zweite Belgrader Mädchengymnasium. Zu dieser Zeit nahm sie auch Klavierunterricht.
Auf Wunsch ihres Vaters begann Olivera 1958 ein Studium der Rechtswissenschaften, das sie jedoch abbrach, da sie merkte, dass das nicht ihren Wünschen und Fähigkeiten entsprach. Mit knapp neunzehn Jahren reiste sie Anfang 1959 gegen den Willen ihrer Mutter nach Paris und belegte einen Sprachkurs bei der Alliance française.
Im September 1959 meldete sie sich bei der Belgrader Akademija Dramskih Umetnosti (Akademie der Schauspielkunst) an. Zur Aufnahmeprüfung trat sie mit einem japanischen Gedicht und einem Monolog aus einem Theaterstück von Lope de Vega an. Sie bestand die Aufnahmeprüfung und kam in die Klasse der Professorin Ognjenka Milićević. Schon nach dem ersten Jahr bekam sie ein Engagement beim renommierten Theater Atelje 212. Sie spielte zunächst im Stück Kad je žena nema (1960) und später auch am Narodno pozorište (Nationaltheater) im Stück Koštana mit, das ihr erster größerer Erfolg werden sollte.
In einer Blitzhochzeit heiratete sie den Kritiker Vuk Vučo, trennte sich jedoch bald wieder von ihm. Die folgenden Jahre spielte sie weiter am Theater. 1963 bekam sie zusammen mit Nevenka Urbanova die Hauptrolle in dem Stück Masna Čorba. Im letzten Augenblick, entschied sich Urbanova jedoch, aus dem Projekt auszusteigen. Sie war der Ansicht, das Stück wäre „nicht optimal als Comeback“.

### Internationale Erfolge als Schauspielerin und Sängerin
Mit dem Film Vojnik reiste Olivera 1966 zum Filmfestival nach Cannes. Obwohl ihre Verpflichtungen am Theater dadurch nicht litten, wurde ihr gekündigt. Im selben Jahr reiste Olivera Katarina viel und war unter anderem Gast von Pierre Cardin, welcher ihr anbot, in seinem Theater Espace Pierre Cardin ein Konzert zu geben. Sie bereiste auch die USA, unter anderem war sie in der populären Johnny Charson Show zu sehen. Sie trat oft mit dem Tamburica-Orchester von Janika Balaž (Janika Balázs) auf. 1967 schloss sie in Cannes mit einem gemeinsamen Konzert mit Nana Mouskouri und Dionne Warwick das Filmfestival. Die RAI nannte sie „die markanteste mediterrane Stimme“.
In Jugoslawien wurde ihre eigenwillige Stimmführung belächelt. Viele waren skeptisch bezüglich der Qualität ihre Stimme, die sich anhörte, „als ob sie aus einer Kehle käme, welche sich an einer Murmel verschluckt hätte“. Man sagte ihr nach, die Tonaufnahmen, wären im Studio nachbearbeitet worden, denn „es sei unmöglich so inbrünstig zu singen“.
Von 1967 bis 1969 vertonte sie an die zehn EPs mit Liedern in verschiedenen Sprachen. Unter anderem sang Olivera Katarina auf Japanisch, Indonesisch, Hebräisch und in einigen afrikanischen Sprachen. Wie in der damaligen jugoslawischen Popmusikszene üblich, coverte sie auch einige Welthits, unter anderem Puppet On A String von Sandie Shaw und La felicidad. Besonders erfolgreich war ihr Popsong Šu-Šu, in welchen sie Motive der serbischen Folklore einbrachte. Ebenfalls sehr hoch geschätzt wurden die Četiri balade (Vier Balladen).
1967 spielte sie im Film Skupljači perja (Die Federsammler, offizieller deutscher Titel: Ich traf sogar glückliche Zigeuner), der in Cannes mit dem „Grand Prix du Jury“ ausgezeichnet wurde. Das war der erste große internationale Erfolg des jugoslawischen Filmes. Olivera Katarina gab in dem Film die Rolle der Wirtshaussängerin Lenče. Unter anderem interpretierte sie das Romalied Đelem, đelem, das dadurch international bekannt wurde.
Die New York Times schrieb nach dem großen Erfolg von Skupljači perja: „Die neue Anna Magnani ist geboren!“, während die französische Presse schrieb: „Olivera Katarina braucht Brigitte Bardot nicht zu beneiden!“. Bruno Coquatrix, der Direktor des Pariser Olympia, reiste nach Belgrad um Olivera Katarina kennenzulernen und einzuladen. Im Jahre 1968 unterzeichnete sie den Vertrag und trat 72 Mal im Olympia auf. Der französische Komponist Charles Dumont bot ihr mehrfach die Zusammenarbeit mit ihm und Stu Phillips an. Er widmete ihr das Lied Jedan dan posle kraja sveta. Ihre Konzerte im Pariser Olympia besuchte unter anderem auch der französische Chansonnier Gilbert Bécaud, welcher sie die „weltbeste Botschafterin Jugoslawiens“ nannte. Salvador Dalí kniete vor Begeisterung nach einem Konzert vor ihr nieder.
1969 nahm sie an der jugoslawischen Vorausscheidung zum Eurovision Song Contest mit dem Titel Poigraj, poigraj, devojče, teil. Im selben Jahr spielte sie auch im italienischen Film Fräulein Doktor und im umstrittenen deutschen Film Hexen bis aufs Blut gequält, an der Seite von Udo Kier, mit.
Am 4. Januar 1969 starb Oliveras Mutter Katarina, was für sie ein großer Schock war. Zu Ehren ihrer Mutter nannte sie sich ab nun Olivera Katarina statt wie bisher Olivera Vučo. Am 1. Februar 1970 heiratete sie Miladin Šakić und feierte, wie es ihr Trauzeuge Branko Pešić, der Belgrader Bürgermeister wünschte, in den Räumlichkeiten des barocken Belgrader Rathauses. Am 1. Februar 1971 kam ihr Sohn Mane zur Welt.
1971 spielte sie die Herzogin von Alba in der deutsch-sowjetischen Koproduktion Goya. Der Film wurde über ein Jahr lang unter anderem in Leningrad, Berlin, am Schwarzen Meer in Bulgarien und in Dubrovnik gedreht. Kornelije Kovač schrieb ihr, von dem Film inspiriert, das Lied Alba. Die jugoslawische Premiere des Filmes wurde, obwohl der Film in Moskau und Venedig bedeutende Preise bekommen hatte, von der Presse boykottiert.
Zwei Jahre später bot ihr der japanische Komponist Dome Suzuki an, als Vertreterin Japans mit einem seiner Lieder auf Japanisch an einem internationalen Musikfestival in Tokio teilzunehmen. 1973 nahm sie in Tokio weitere Titel von Suzuki auf, welche auf dem Album Wakamono ha kaeranakatta i Koi ha vertont wurden. In Belgrad wurden diese Titel niemals im Radio oder Fernsehen gespielt.
Von 1974 bis 1977 brachte Olivera Katarina verschiedene Singles und Alben auf den Markt. Sie interpretierte Titel verschiedener Musikrichtungen, wie Pop, Roma-Musik und serbischer volkstümlicher Musik. Sie nahm auch verschiedene musikalische Showprogramme für jugoslawische Fernsehsender auf und arbeitete mit bedeutenden jugoslawischen Komponisten zusammen.

### Die Sängerin Olivera Katerina
1975 sang sie an Silvester für Josip Broz Tito und seine Frau Jovanka auf Brijuni. 1978 sang sie abermals exklusiv für Tito in Belgrad. Im selben Jahr nahm sie am Musikfestival in Opatija mit dem Lied Nikad' ne zaboravi dane naše ljubavi teil. 1979 nahm sie mit dem Komponisten Kornelije Kovač in London ein sehr erfolgreiches Album auf. 1980 änderte sie ihre Musikrichtung und vertonte mit Obren Pjevović ein volkstümlich gehaltenes Album. Das Album war sehr erfolgreich und erreichte Goldstatus. 1982 arbeitete Olivera mit Milutinom Popović-Zahar zusammen. Die LP Idu momci u vojnike war stark inspiriert von der Intervallfolge (Melos) der südserbischen Musik und enthielt auch ein Lied auf Rumänisch.
Kurz vor einem Medienboykott vertone sie 1984 ihre letzte LP Retka zverka. Das Album war getragen von modernen Folkklängen, wurde von den Medien aber kaum beachtet. Da Olivera Katarina für das sozialistische Regime aufgrund ihrer nationalistischen Standpunkte nicht tragbar war, wurde ihr jegliche künstlerische Tätigkeit unmöglich gemacht. Sie verbrachte viele Jahre als verbotene Künstlerin in Isolation. Ihre Wohnung musste sie aus finanziellen Gründen verkaufen und in eine Mietwohnung ziehen.
Ihr Sohn Mane begann später ein Theologiestudium. Anschließend studierte er Kunst. Heute lebt und arbeitet er als Maler in Madrid. Erst 2005 änderte sich Oliveras Leben wieder. Sie trat mit Marina Abramović bei der Performance Balcan Epic mit großem Erfolg im New Yorker Solomon R. Guggenheim Museum auf. Unter Regie von Uroš Stojanović stand sie nach 34 Jahren in Čarlston za Ognjenku 2008 wieder vor der Filmkamera.
Am 19. Juni 2008 hatte sie ihr erstes großes Konzert im Belgrader Sava Centar. Im November folgte ein zweites. 2002 hatte sie ihre Autobiografie Aristokratsko stopalo publiziert. 2006 erschien eine zweite, aktualisierte Auflage. Sie schrieb den Gedichteband Beli badnjaci. Außerdem ist sie in einem Gedichtband über Kosovo vertreten.

## Filmografie

### Kino
- 1964: Dobra kob
- 1964: Put oko sveta
- 1966: Vojnik
- 1966: Ponedeljak ili utorak
- 1966: Roj
- 1966: San
- 1966: Kommissar X – Jagd auf Unbekannt
- 1967: Ich traf sogar glückliche Zigeuner (Skupljači perja)
- 1968: Planina gneva
- 1968: Ima ljubavi – nema ljubavi
- 1968: Uzrok smrti ne pominjati
- 1969: Fräulein Doktor
- 1970: Hexen bis aufs Blut gequält
- 1970: Ann och Eve – de erotiska
- 1970: Ein großer graublauer Vogel
- 1971: Goya (Goja)
- 1973: Devičanska svirka
- 1974: Polenov prah
- 1974: Der Derwisch und der Tod (Derviš i smrt)
- 1974: Partizani
- 1974: Tödliches Blei (Crveni udar)
- 2008: Čarlston za Ognjenku

### Fernsehen
- 1964: Belo u belom
- 1964: One i on
- 1965: Akcija inspektora Rukavine
- 1974: Partizani
- 1978: Sedam plus sedam
- 1979: Zarudela zora na Moravi
- 1982: Jelena Gavanski
- 1982: Urime, Urime
- 1987: Vuk Karadžić

## Theaterrollen

### Narodno pozorište
- Koštana
- Infantkinja
- Majstor Hanut
- Igra interesa
- Nikola Tesla

### Atelje 212
- Kad je žena nema

## Diskografie

### Alben
- 1974: Olivera Katarina (PGP RTB)
- 1974: Alaj mi je večeras po volji (TV Show)(PGP RTB)
- 1976: O.K. (U ime ljubavi)(PGP RTB)
- 1977: Ciganske pesme (PGP RTB)
- 1979: Osvetnica (PGP RTB)
- 1980: Zarudela zora na Moravi (PGP RTB)
- 1982: Idu momci u vojnike (PGP RTB)
- 1984: Retka zverka (PGP RTB)
- 1999: Alaj mi je večeras po volji – Najlepše pesme (PGP RTS)
- 1999: Romanija/Pleme moje... (Renome)
- 2009: Tajna (3 CDs) (PGP RTS)

### Singles
- 1966: Nije to, ljudi, istina/Šošana/Ajde da igramo/Nedam, nedam (PGP RTB)
- 1967: Ja ništa ne znam/Bosonoga Sendi(Marioneta)/Moj je ceo svet(Uno Tranquillo)/Tema iz filma "Jedan čovek, jedna žena"(PGP RTB)
- 1967: Neću tebe (Doksa to teo)/Suliram/Svu noć je padao sneg/Jer ljubav to je miris belog cveća (PGP RTB)
- 1967: Đelem, đelem/Rino/Trajo, trajo/Bida/Niška banja/Čerde Mile(Supraphon Prag)
- 1968: Balade (PGP RTB)
- 1969: Poigraj, poigraj, devojče (Evrovizija 1969) (PGP RTB)
- 1969: Himna čoveku (PGP RTB)
- 1969: Šu, šu/Tula/Baš sam srećna ja (La felicidad)/Eri (Irene Erini) (PGP RTB)
- 1969: Ža, ža/Lidu, lidu/Verka kaluđerka/Kaljina, maljina (PGP RTB)
- 1971: To je naše more, to su naše gore... (Jugoton)
- 1971: Vatra/Ljubav (PGP RTB)
- 1971: Budi moj/Imam nešto da ti dam (PGP RTB)
- 1971: Tam deka ima/Dimitrijo (PGP RTB)
- 1972: Treperi jedno veče/Htela bih da znam (PGP RTB)
- 1973: Wakamono ha kaeranakatta/Koi ha... (Amon)
- 1973: Alba/Plovi lađa Dunavom (PGP RTB)
- 1974: Ne dodiruj moje lice/Ne reci nikom (PGP RTB)
- 1974: Pričaj mi o ljubavi/Pada noć (PGP RTB)
- 1975: Alaj mi je večeras po volji/Kamerav/Čep, čep u slavinu/Verka kaluđerka (PGP RTB)
- 1975: Žena/Sada i nikada više (PGP RTB)
- 1976: Sanjam/Bilo je tako lepo sve (PGP RTB)
- 1977: Crvena jabuka/Sijerinska banja (PGP RTB)
- 1978: Nikad ne zaboravi dane naše ljubavi/Slatke male laži (PGP RTB)